# Myripristis adusta
Myripristis adusta är en fiskart som beskrevs av Bleeker, 1853. Myripristis adusta ingår i släktet Myripristis och familjen Holocentridae. Inga underarter finns listade i Catalogue of Life.